# Căutare (film din 2010)
Căutare este un film românesc din 2010 regizat de Ionuț Pițurescu.